# 甲酸正戊酯
甲酸正戊酯，结构式HC(O)On-C5H11。

## 性质
无色有水果香味液体。难溶于水，与乙醇、乙醚混溶。能很好地溶解硝酸纤维素和纤维素醚类。有麻醉性。

## 制备
1、由甲酸与正戊醇在催化剂硫酸存在下进行酯化，再经中和、精馏而得。
{\displaystyle \ HCOOH+C_{5}H_{11}OH\ {\xrightarrow {H_{2}SO_{4}}}\ HCOOC_{5}H_{11}+H_{2}O}
2、由一氧化碳与无水戊醇经高压反应合成。
{\displaystyle \ CH_{3}(CH_{2})_{4}OH+CO\rightarrow HCOO(CH_{2})_{4}CH_{3}}

## 用途
用作硝酸纤维素、人造革、涂料的溶剂，以及食品用香精等。